# Dryopteris remota
Dryopteris remota là một loài thực vật có mạch trong họ Dryopteridaceae. Loài này được (A. Braun) Hayek miêu tả khoa học đầu tiên năm 1908.